# Cista

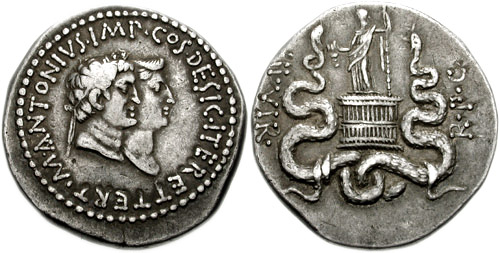
Una cysta mistica raffigurata su una moneta del 39 a.C.

La cista è un recipiente di forma cilindrica e dotato di coperchio, in uso durante l'antichità per contenere oggetti di toletta o di abbigliamento sia maschile che femminile.
Oltre che oggetto di vita quotidiana molto diffuso, ricopriva anche una funzione rituale legata ai culti dionisiaci: era chiamata cista mystica, e veniva utilizzata per contenere i serpenti sacri da impiegare durante i riti per la divinità. La cista, conosciuta fin dall'età preistorica, poteva essere realizzata in materiali diversi, quali vimini intrecciati, legno, cuoio, ma soprattutto in metallo. Gli Etruschi ne fabbricarono diverse quantità a partire dal V secolo a.C., dapprima di forma ovoidale con scene sbalzate, in seguito di forma cilindrica con scene incise, mentre il manico del coperchio era costituito in genere da un gruppo di piccole sculture. L'importanza delle ciste, oltre al loro valore intrinseco, è dovuta all'aver conservato nelle loro ricche e varie rappresentazioni il ricordo di più antiche pitture greche scomparse.
Fra i centri più noti di questa produzione si ricorda Preneste (l'odierna Palestrina), antica città del Lazio, che ne realizzò diversi esemplari dal IV secolo in poi: qui infatti fu rinvenuta la celebre cista Ficoroni, probabilmente l'esemplare più noto di questa classe.